# Brian Pockar
Brian James Pockar (Calgary, 27 ottobre 1959 – Calgary, 28 aprile 1992) è stato un pattinatore artistico su ghiaccio canadese, specializzato nel singolo.
Ha vinto il bronzo al Campionato del mondo nel 1982 ed è stato tre volte il campione nazionale canadese fra il 1978 e il 1980.

## Biografia
Pockar è morto di AIDS nel 1992.

## Palmarès
| Internazionali            | Internazionali | Internazionali | Internazionali | Internazionali | Internazionali | Internazionali | Internazionali | Internazionali | Internazionali |
| Evento                    | 1973–74        | 1974–75        | 1975–76        | 1976–77        | 1977–78        | 1978–79        | 1979–80        | 1980–81        | 1981–82        |
| ------------------------- | -------------- | -------------- | -------------- | -------------- | -------------- | -------------- | -------------- | -------------- | -------------- |
| Giochi olimpici invernali |                |                |                |                |                |                | 12°            |                |                |
| Campionati mondiali       |                |                |                | 14°            | 10°            | 13°            | 9°             | 8°             | 3°             |
| Skate Canada              |                |                |                | 11°            | 5°             | 3°             |                | 2°             |                |
| Nebelhorn Trophy          |                |                |                |                | 4°             |                |                |                |                |
| St. Gervais               |                |                |                |                | 2°             |                |                |                |                |
| Internazionali: Junior    |                |                |                |                |                |                |                |                |                |
| Campionati mondiali       |                |                | 3°             |                |                |                |                |                |                |
| Nazionali                 |                |                |                |                |                |                |                |                |                |
| Campionati canadesi       | 3° J           |                |                | 2°             | 1°             | 1°             | 1°             | 2°             | 2°             |
| J = Categoria Junior      |                |                |                |                |                |                |                |                |                |